# DMOZ
Open Directory Project (ODP), også kendt som DMoz (directory.mozilla.org, ODP's tidligere domænenavn), var et flersproget webkatalog med World Wide Web links. ODP var ejet af AOL. Det blev konstrueret og vedligeholdt af frivillige "redaktører". Ifølge ODP selv var kataloget det største hvor links blev vedligeholdt af mennesker. Kataloget var gratis, og datafiler med dets indhold kunne frit downloades og benyttes af andre så længe ODP's "Open Directory License" overholdtes.  DMOZ lukkede 17. marts 2017, da AOL ikke længere ville støtte projektet.  Det tidligere indhold af webstedet findes nu kun som et statisk arkiv på dmoztools.net.